# دارغالو
دارغالو هي قرية في مقاطعة أرومية، إيران. يقدر عدد سكانها بـ 208 نسمة بحسب إحصاء 2016.